# Лоба-Лобів Терентій Федорович
Лоба-Лобів Терентій Федорович (28 жовтня 1888, містечко Потоки, Кременчуцький повіт, Полтавська губернія, Російська імперія — ?) — сотник Дієвої Армії УНР.

## Біографія
Народився у містечку Потоки Кременчуцького повіту Полтавської губернії.
Закінчив 5-ту Варшавську гімназію, юридичний факультет Варшавського університету. У липні 1914 року був покликаний до армії однорічником 2-го розряду 3-ї іскрової роти. Закінчив Військові радіотехнічні курси (26 травня 1915 року), служив прапорщиком у 3-й іскровій роті. У 1916–1917 роках — начальник радіотелеграфного відділу штабу 2-го Гвардійського корпусу. Останнє звання у російській армії — підпоручик. В 1916–1917 роках навчався в Олександрівській військово-юридичній академії.
З січня 1918 року — працівник юридичного відділу Генерального військового секретаріату Центральної Ради. З 15 березня 1918 року — юрисконсульт канцелярії Військового міністерства УНР. З 8 квітня 1918 року — начальник юридичного відділу канцелярії Військового міністерства УНР. З серпня 1918 року — юрисконсульт Законодавчої управи канцелярії Військового міністерства Української Держави. З 18 грудня 1918 року — начальник Законодавчої управи Військового міністерства УНР. З 1 січня 1920 року перебував поза штатом. З 31 березня 1920 року знову обійняв посаду начальника Законодавчої управи Військового міністерства УНР. З квітня 1920 року — секретар Військової Ради УНР.
У 1920-х роках жив в еміграції у Польщі.
Подальша доля невідома.